# Zaleska Wola
 Zaleska Wola (do 14 lutego 1968 Wola Zaleska) – wieś w Polsce położona w województwie podkarpackim, w powiecie jarosławskim, w gminie Radymno.
| SIMC    | Nazwa   | Rodzaj    |
| ------- | ------- | --------- |
| 0610023 | Zagrody | część wsi |

W Zaleskiej Woli znajduje się wybudowany w ciągu jednej doby w 1978, w miejscu po drewnianej cerkwi greckokatolickiej z 1885, kościółek rzymskokatolicki pw Podwyższenia Krzyża Świętego. Pełni funkcję kościoła filialnego parafii w Chotyńcu.
Wieś położona w powiecie przemyskim, była własnością Jana Sobieskiego, została spustoszona w czasie najazdu tatarskiego w 1672 roku.
W II Rzeczypospolitej wieś w powiecie jarosławskim województwa lwowskiego. W latach 1944–1947 nacjonaliści ukraińscy z OUN-UPA zamordowali tutaj 4 Polaków oraz 20 Ukraińców za odmowę wstąpienia do UPA. 
W latach 1975–1998 miejscowość należała administracyjnie do województwa przemyskiego.